# Оренбургска губерния
Оренбургска губерния (на руски: Оренбургская губерния) е губерния на Руската империя и Съветска Русия, съществувала от 1744 до 1928 година (с прекъсване през 1781 – 1796 година). Разположена е в Южен Урал, а столица е град Оренбург. Към 1897 година населението ѝ е около 1,6 милиона души, главно руснаци (70,4%), башкири (15,9%), татари (5,8%), украинци (2,6%) и мордовци (2,4%).
Създадена е през 1744 година с обединяването на дотогавашните Оренбургска комисия и Исетска и Уфимска провинция. През 1850 година най-западните части са включени в новосъздадената Самарска губерния. През 1865 година северозападната част е отделена в отделна Уфимска губерния и са премахнати административните привилегии на башкирите и оренбургските казаци. През 1919 година е отделена Челябинска губерния, а други части от територията са включени в Башкирската автономна съветска социалистическа република. През 1928 година е обединена със Самарска, Уляновска и Пензенска губерния в Средноволжка област.